# Paraleyrodes goyabae
Paraleyrodes goyabae es un hemíptero de la familia Aleyrodidae, con una subfamilia: Aleyrodinae.
Fue descrita científicamente por primera vez por Goeldi en 1886.